# Na dzikiej północy
Na dzikiej północy (ros. На севере диком) – obraz olejny Iwana Szyszkina, namalowany w 1891 roku.

## Opis
Przedstawiony jest motyw samotności z wierszy Lermontowa. Na szczycie klifu, pośród ciemności, lodu i śniegu, stoi oblodzona sosna. Księżyc oświetla ciemną dolinę i nieskończoną powierzchnię pokrytą śniegiem. Wydaje się, że w tej krainie nie ma niczego żywego, ale mimo mrozu, śniegu i wiatru rośnie drzewo.